# Louis Althusser
Louis Althusser   (Bir Mourad Rais, 16 d'octubre de 1918 - La Verrière, 22 d'octubre de 1990) fou un filòsof marxista, un dels més importants del segle xx en llengua francesa.
Va néixer a Algèria i va estudiar a l'Escola Normal Superior de París, on més tard es va convertir en professor de filosofia. Va ser un dels principals referents acadèmics del Partit Comunista Francès i les seves teories poden ser considerades com a respostes a les múltiples amenaces que enfrontaven els fonaments ideològics del projecte socialista. Entre aquestes amenaces es trobaven tant les provinents de l'empirisme que començava a envair la sociologia i l'economia marxistes i l'amenaça de les orientacions humanistes (Althusser assegurava que el marxisme era un «antihumanisme teòric») i reformistes cap a les quals alguns partits comunistes europeus estaven orientant-se i que, posteriorment, van donar lloc a l'eurocomunisme. Va morir el 1990 ingressat en un hospital psiquiàtric, després d'haver estrangulat la seva esposa Hélène Rytmann el 1980.
Althusser és habitualment considerat com un marxista estructuralista, encara que la seva relació amb les altres variants de l'estructuralisme francès sigui força complexa.

## Pensament
En els seus primers textos es percep clarament la influència de Jacques Lacan i Claude Lévi-Strauss, també la dels epistemòlegs i historiadors de la ciència Gaston Bachelard i Georges Canguilhem.
La línia de treball més coneguda d'Althusser té a veure amb els seus estudis de la ideologia, i Ideologia i aparells ideològics d'Estat és la seva obra més coneguda en aquest camp. Aquest assaig estableix el concepte d'ideologia, relacionant-lo amb el concepte gramscià d'hegemonia. Si bé l'hegemonia en Antonio Gramsci està en última instància determinada per forces polítiques, el concepte althusserià d'ideologia es basa en els treballs de Sigmund Freud i Jacques Lacan sobre l'inconscient i l'estadi del mirall, i descriu les estructures i els sistemes que ens permeten tenir un concepte significatiu del jo.
Aquestes estructures, segons Althusser, són agents repressius inevitables. Cita com a repressors ideològics: la religió, l'escola, la família, les lleis, els partits polítics, els sindicats, els mitjans de comunicació i la cultura, on inclou l'art i els esports.
Altres treballs d'Althusser inclouen el volum col·lectiu Per a llegir El capital (en francès: Lire Le capital, 1965), el qual consisteix en un intens treball de relectura, en clau estructuralista, d'El capital, l'obra més important de Karl Marx.
En la recopilació d'assajos La revolució teòrica de Marx (en francès: Pour Marx 1965), Althusser intenta establir una periodització estricta de l'obra de Marx, separant el Marx madur, «marxista», del Marx de joventut, àdhuc sota la forta influència idealista de Friedrich Hegel i Ludwig Feuerbach. Aquesta periodització ha estat sotmesa a fortes crítiques pel pensament marxista posterior, que ha intentat revalorar el pensament polític i democràtic del primer Marx.
Segons l'opinió d'Althusser, la història és un procés sense subjectes ni fins, el motor de la qual és la lluita de classes. La història no està predeterminada. Així mateix, considerava que l'economia va passar a ser el factor predominant en la política després de la Revolució Industrial, mentre que en altres moments històrics van ser altres elements (com ara la religió a l'edat mitjana).
Menys coneguts són els seus treballs sobre Nicolau Maquiavel, Baruch Spinoza, Montesquieu i Jean-Jacques Rousseau. Alguns dels estudiants i camarades d'Althusser es van tornar posteriorment intel·lectuals eminents: Étienne Balibar, Alain Badiou, Marta Harnecker, Jacques Rancière i Pierre Macherey.

### La ruptura epistemològica
Althusser pensava que les idees de Marx havien estat fonamentalment malenteses i subestimades. Va condemnar fortament diverses interpretacions dels seus treballs (l'historicisme, l'idealisme de György Lukács, l'economicisme, l'humanisme, etc.), argumentant que no s'havien adonat que amb el materialisme històric (la «ciència de la història»), Marx havia construït una perspectiva revolucionària per a la transformació social.
Encara que els primers treballs de Marx estan vinculats a les categories filosòfiques hegelianes i a l'economia política clàssica, amb La ideologia alemanya (escrita el 1845) s'hauria produït una ruptura sobtada i sense precedents que prepara el camí per als seus treballs posteriors. El problema es complica pel fet que Marx no es va adonar de la importància del seu propi treball, i solament va poder comunicar-lo temptativament i obliqua. Aquest gir es pot apreciar només mitjançant una lectura curosa i sensible. De tal manera que el projecte d'Althusser és ajudar a entendre el poder i l'originalitat de la teoria de Marx.

## Althusser a Barcelona
Althusser va pronunciar dues conferències a Barcelona els dies 6 i 7 de juliol de 1976.
Al Col·legi de l'Arquitectura Tècnica de Barcelona va parlar sobre la noció de la dictadura del proletariat. En un moment en què els partits eurocomunistes van suprimir aquesta noció per distanciar-se dels règims dictatorials tant d'Occident com d'Orient, Althusser s'hi oposà i va proposar examinar el seu sorgiment. Argumentava que la supressió del concepte de la dictadura del proletariat ocultaria la seva conseqüència lògica: la “dictadura de la burgesia” que feia visibles les formes de coerció i control de la "democràcia burgesa". Ignorar això era arriscar-se a sofrir una regressió tant política com teòrica.
A l'Escola de Mestres Rosa Sensat impartí una lliçó sobre "Problemes de l'esquerra europea". No obstant això, segons la transcripció incompleta no s'havia tractat el tema anunciat.